# Иннокентий (Ястребов)
Архиепи́скоп Инноке́нтий (в миру Илья́ Ива́нович Я́стребов; 16 июля 1867, село Владимировка, Енотаевский уезд, Астраханская губерния — 22 мая 1928, Москва) — епископ Русской православной церкви, архиепископ Астраханский.

## Семья и образование
Родился 16 июля 1867 года в семье диакона в селе Владимировка Енотаевского уезда Астраханской губернии. В 1882 году окончил Астраханское духовное училище, в 1888 году — Астраханскую духовную семинарию, затем, в 1892 году — Казанскую духовную академию со степенью кандидата богословия. Его духовным наставником во время учёбы был схиархимандрит Гавриил (Зырянов) (причисленный позже к лику святых). В 1892—1893 годах — профессорский стипендиат по кафедре калмыцкого языка. Магистр богословия (1898, тема диссертации: «Миссионер Высокопреосвященнейший Владимир, архиепископ Казанский и Свияжский: Исследование по истории развития миссионерства в России»).

## Преподаватель и исследователь
С 1893 года — исполняющий должность доцента, с 1898 года доцент по кафедре калмыцкого языка Казанской духовной академии. Одновременно преподаватель монгольского языка, истории и обличения буддизма на Казанских миссионерских курсах.
Несколько раз выезжал в командировки для изучения языка, быта и религиозных верований калмыцкого народа в калмыцкие улусы Астраханской губернии, также направлялся в Сибирь для изучения миссионерского дела и языка сибирских монголов. Совместно с учёным-калмыком Михаилом Бадмаевым составил букварь для калмыцких улусных школ и первоначальный учебник русского языка для калмыков. Занимался переводом книг Священного Писания на калмыцкий язык.
7 июня 1902 года был пострижен в монашество, приписан к казанскому Спасо-Преображенскому миссионерскому монастырю, с 8 июня 1902 года рукоположён в сан иеродиакона, с 9 июня — в сан иеромонаха, с 1905 — архимандрит.

## Архиерей
С 29 июня 1906 года — епископ Каневский, третий (с 1910 года второй, с 1911 года первый) викарий Киевской епархии. Действительный член Императорского православного палестинского общества, председатель Киевского отдела Союза русского народа.
С 6 октября 1910 года — ректор Киевской духовной академии и управляющий на правах настоятеля Киево-Братским Благовещенским монастырём.
С 11 июля 1914 года — епископ Полоцкий и Витебский, председатель Витебского отдела Императорского православного палестинского общества, почётный член Казанской и Московской духовных академий.
10 января 1915 года уволен от управления епархией и назначен постоянно присутствующим в Святейшем синоде.
С 14 января 1915 года — председатель Миссионерского совета при Святейшем Синоде и управляющий на правах настоятеля Ставропигиальным Московским Донским монастырём.
В ноябре 1915 года участвовал в Петроградском совещании монархистов.
Награждён орденами Святого Станислава 3-й степени (1900), Святого Владимира 3-й (1907) и 2-й (1913) степеней, Святой Анны 1-й степени (1910).
В 1917 году делегат Всероссийского съезда ученого монашества.
В 1918 году член Поместного собора Православной российской церкви по должности, участвовал в 3-й сессии.
С сентября 1917 года по 19 марта 1918 год — снова епископ Полоцкий и Витебский.
С сентября 1918 до 1922 года — вновь управлял этой же епархией, открыл около 30 приходов.
В 1920 году возведён в сан архиепископа.
В июне 1922 был арестован Полоцким губернским революционным трибуналом по делу о сопротивлении изъятию церковных ценностей. Тяжело заболел тифом, бредил, был принят властями за сумасшедшего. Содержался в психиатрической больнице, затем в калининской тюрьме. Из Тверской тюрьмы владыка был освобожден, получив «минус шесть», то есть мог жить на свободе, исключая шесть крупных городов. Поскольку в это время у владыки было сердечное заболевание, то он получил назначение правящим архиереем в Кисловодск.
В 1923 выслан в Москву без права выезда, жил в Москве до 1925 года.
12 апреля 1925 года подписал акт о передаче высшей церковной власти митрополиту Крутицкому Петру (Полянскому).
С 1926 года — архиепископ Ставропольский.
В июне 1927 года назначен архиепископом Астраханский, однако не получил разрешения на приезд в Астрахань и оставался жить в Ставрополе.
Лишённый возможности лично окормлять свою паству, управлял Астраханской епархией через своего викария, епископа Енотаевского Стефана (Гнедовского).

## Последние месяцы жизни и кончина
В декабре 1927 года Заместитель Патриаршего местоблюстителя митрополит Сергий (Страгородский) добился разрешения больному владыке Иннокентию приехать в Москву для лечения. Был помещён в клинику Первого московского медицинского института, где и скончался 4 июня 1928 года.
Отпевал его митрополит Сергий (Страгородский) с собором иерархов в Донском монастыре. Погребен около Духовского храма на Даниловском кладбище Москвы.

## Сочинения
- Архимандрит Макарий — основатель Алтайской духовной миссии. — СПб., 1892.
- Краткие сведения о жизнедеятельности архимадрита Макария, основателя Алтайской миссии. — Бийск, 1893.
- Вопрос об устройстве и организации образовательных учреждений для приготовления православных благовестников (миссионеров). — М., 1895 (2-е изд.).
- Туземные учебные заведения в Туркестанском крае // Православный благовестник. — 1897. — С. 250—257
- Миссионер Высокопреосвященнейший Владимир, архиепископ Казанский и Свияжский: Исследование по истории развития миссионерства в России. — Казань, 1898.
- Процесс усвоения христианства алтайскими инородцами. // Православный собеседник. — 1899, апрель.
- Слово в день святого Иннокентия, первого Иркутского епископа и чудотворца. — Казань, 1899.
- О миссионерской приспособляемости. — Казань, 1899.
- О миссионерском воодушевлении. — Казань, 1900.
- Речь при освящении нового здания Киевской городской публичной библиотеки 19 ноября 1911 года // Труды Киевской духовной академии. — 1911, декабрь.
- Небесный врач и просветитель на Алтае и его окрестностях. — Томск, 1912.
- Речь, произнесенная при отпевании архиепископа Херсонского и Одесского Димитрия. — Киев, 1913.